# Самро (озеро)
Са́мро — озеро в Сланцевском и Лужском районах Ленинградской области России. Площадь — 40,4 км², площадь водосборного бассейна — 127 км².
Озеро имеет форму округлого (при длине 8,5 км, наибольшая ширина озера составляет 6,8 км, а средняя — 4,8 км) мелкого (наибольшая глубина — 5 м, а средняя — 2 м) водоёма с низким заболоченным побережьем (длина береговой линии — 25,4 км). Объём — 0,0814 км³. Высота над уровнем моря — 65,4 м
В озеро впадает река Рудинка и восемь ручьёв (Любинка, остальные не имеют официальные названия), а вытекает река Самро, принадлежащая бассейну Луги.
Прибрежная часть озера на ширину 50-300 м зарастает водной растительностью. Дно водоёма ровное, волнистое с сапропелевыми отложениями мощностью более трёх метров.
Близ озера находятся деревни: Самро (бывшее Песье), Подлесье, Усадище, Велетово.
В конце XIX века исследователем Георгием Георгиевичем Труссманом было высказано предположение, что название этого озера берёт начало от чудского языка — «somero», что означает «крупный песок».
Впервые упоминается в писцовой книге 1497/98 года, как озеро Сумро при описании Сумерского погоста (позже — Сумерской дворцовой волости) Шелонской пятины Новгородской земли.
Жителей, населяющих район озера Самро, иногда называют самряки.

## Данные водного реестра
По данным государственного водного реестра России озеро относится к Балтийскому бассейновому округу, водохозяйственный участок — река Луга от в/п Толмачево до устья, речной подбассейн отсутствует. Относится к речному бассейну реки Нарва (российская часть бассейна).
Код водного объекта в государственном водном реестре — 01030000611102000024982.